# Twic
Twic är ett län (county) i Sydsudan. Det ligger i delstaten Warrap, i den centrala delen av landet, 600 kilometer nordväst om huvudstaden Juba.
24 juni 2011 utfördes en attack mot Twic. Resultatet blev elva dödade och tre skadade.